# Оветт, Стив
Стивен Майкл Джеймс Оветт (англ. Stephen Michael James Ovett, 9 октября 1955, Брайтон, Англия) — британский бегун на средние дистанции. Олимпийский чемпион 1980 года на дистанции 800 метров и бронзовый призёр в беге на 1500 метров. Чемпион Европы 1978 года в беге на 1500 метров — 3.35,59. Серебряный призёр Чемпионатов Европы 1974 (1.45,77) и 1978 (1.44,09) в беге на 800 метров. Экс-рекордсмен мира на дистанции 1500 метров и в беге на 1 милю.
Участвовал в Олимпийских играх 1976 года на дистанциях 800 и 1500 метров, но серьёзных успехов не добился. На чемпионате мира 1983 года занял 4-е место в беге на 1500 метров. Принимал участие в Олимпиаде в Лос-Анджелесе, на которой также не добился каких-либо значительных успехов. В настоящее время владеет рекордом Великобритании в беге на 2 мили.